# TRUDE

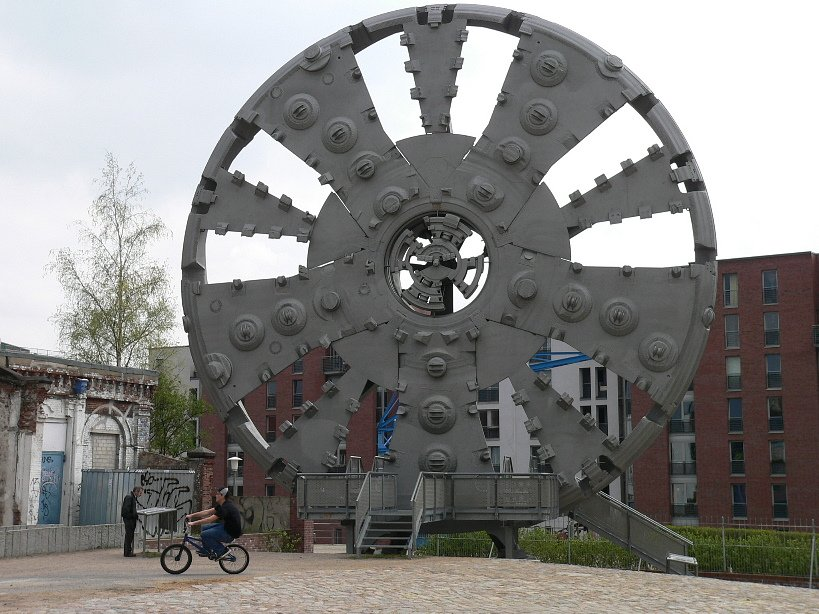
TRUDE, das Schneiderad des Elbtunnelbohrers am Museum der Arbeit in Hamburg (2005)

Die Schildvortriebsmaschine TRUDE, ein Akronym für Tief Runter Unter Die Elbe, war mit einem Außendurchmesser von 14,20 Metern die damals größte Tunnelbohrmaschine der Welt. Für die Erweiterung des neuen Elbtunnels in Hamburg wurde zwischen Oktober 1997 und März 2000 im Schildvortriebsverfahren eine 2560 Meter lange vierte Röhre unter dem Flussbett der Elbe hindurch gebohrt. Die Tunnelbohrmaschine mit einem Gewicht von über 2000 Tonnen trug etwa 400.000 Kubikmeter Sand, Geröll und Steine mit einer durchschnittlichen Geschwindigkeit von 6 Metern pro Tag ab.
Das Schneidrad von TRUDE in „Mixschildtechnik“ – mit fünf, erstmals zum Auswechseln der Schneidwerkzeuge von innen begehbaren, Speichen und einem unabhängig steuerbaren Zentrumsschneider unter dem Grundwasserspiegel war von  Herrenknecht aus Schwanau entwickelt worden und wiegt allein 380 Tonnen. Eine besondere Herausforderung stellte die Bandbreite der sehr unterschiedlichen Bodenverhältnisse (Schlick, Sand, Findlinge, Baumstämme, Wasserlinsen, …) dar. Hierfür wurde TRUDE mit 111 Schälmessern für weiches Gestein und 31 Rollenmeißeln für Hartgestein bestückt. Größere Gesteinsbrocken konnten mit einem Steinbrecher zerkleinert werden.
Nach Beendigung der Bauarbeiten wurde die Maschine in Moskau zum Bau eines Autobahntunnels eingesetzt. Das Schneidrad konnte jedoch nicht wieder verwendet werden, da es speziell für die geologischen Bedingungen unter der Elbe konstruiert worden war.
Mit der Unterstützung durch zahlreiche Firmen und Privatpersonen ist das Schneidrad seit 2001 als technisches Denkmal auf dem Gelände des Museums der Arbeit in Hamburg-Barmbek ausgestellt.

## Geschichte des Namens
Für den Bau der vierten Elbtunnelröhre wurde ab 1997 die damals größte Schildvortriebsmaschine der Welt eingesetzt. Als ein Kosename für diesen 60 Meter langen Industriegiganten gesucht wurde, befragte man die Kinder der Elbvororte. Der damals 10-jährige Paul Oertel überzeugte alle mit seinem Vorschlag: T.R.U.D.E. – für Tief Runter Unter Die Elbe.